# Рада Безпеки ООН

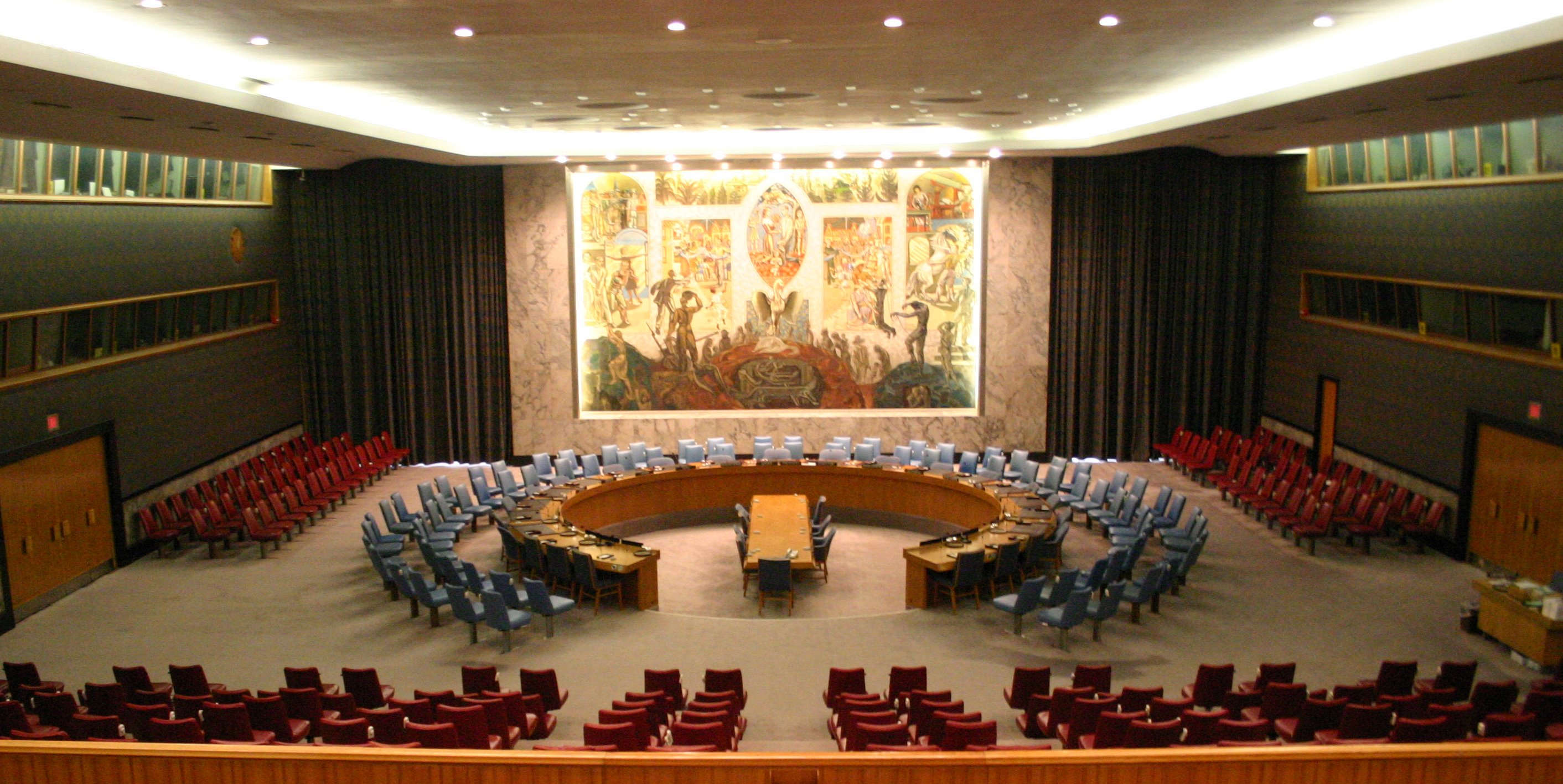
Зала засідань Ради Безпеки ООН

Ра́да Безпе́ки ООН (фр. Conseil de sécurité de l'ONU, англ. United Nations Security Council, рос. Совет Безопасности ООН, араб. مجلس أمن الأمم المتحدة, кит.: 联合国安全理事会, ісп. Consejo de Seguridad de la ONU) — постійний орган Організації Об'єднаних Націй, на який, відповідно до статті 24 Статуту ООН, покладено відповідальність за підтримку міжнародного миру та безпеки. Рада Безпеки входить до 6 «головних органів» ООН. Рада Безпеки проводить свої засідання у Нью-Йорку, коли в цьому виникає необхідність. На відміну від інших органів ООН, тільки Рада Безпеки має право ухвалювати рішення, обов'язкові для виконання всіма членами ООН.
1965 року кількість її членів збільшено від 11 до 15 (перша поправка до Статуту ООН): п'ять постійних членів — Велика Британія, Республіка Китай, СРСР, США, Франція — і десять членів, що обираються Генеральною Асамблеєю на два роки за географічною ознакою. П'ять з десяти непостійних членів переобираються щороку.
До 25 жовтня 1971 року до складу Ради Безпеки входила Республіка Китай. Після голосування і прийняття Генеральною Асамблеєю ООН резолюції № 2758, Республіка Китай поступилася своїм місцем Китайській Народній Республіці — таким чином було створено прецедент виключення країни з Ради Безпеки ООН.
У Статуті ООН, як у основоположному акті цієї організації, є багато про особливі права в облаштуванні світового правопорядку п'ятьох прямо названих постійних членів Ради Безпеки, включно з СРСР, але при цьому — немає жодної згадки про Російську Федерацію.

## Склад
До складу Ради входять 15 країн-членів — 5 постійних і 10 непостійних. Відповідні поправки в Статут ООН були внесені 17 грудня 1963 року резолюцією ГА ООН 1991 (XVIII) (до цього в Раду входило лише 6 непостійних членів).

### Постійні члени
Постійні члени Радбезу мають право ветувати будь-які резолюції, окрім процедурних:
| Країна          | Теперішній представник | Теперішнє представництво       | Колишнє представництво                                                 |
| --------------- | ---------------------- | ------------------------------ | ---------------------------------------------------------------------- |
| КНР             | Лю Цзеї                | КНР (1971-дотепер)             | Республіка Китай (1945-1971)                                           |
| Франція         | Франсуа Делатр         | Франція                        | Тимчасовий уряд (1945-1946) Четверта французька республіка (1946–1958) |
| Росія           | Василь Небензя         | Росія (1992-дотепер)           | СРСР (1945-1991)                                                       |
| Велика Британія | Метью Рікрофт          | Велика Британія (1945-дотепер) | —                                                                      |
| США             | Лінда Грінфілд         | США (1945-дотепер)             | —                                                                      |

### Непостійні члени
2024—2025 роки
Алжир, Гаяна, Словенія, Сьєрра-Леоне, Південна Корея
2025—2026 роки
Данія, Греція, Латвія, Пакистан, Панама, Сомалі
| |  |  |
| Пам'ятна монета НБУ номіналом 5 грн., присвячена членству України в Раді Безпеки ООН 2016 - 2017 рр. |  |  |

10 інших членів обирають на Генеральній Асамблеї ООН на дворічний термін (кожного року по 5), починаючи з 1 січня. Члени обираються регіональними групами і затверджуються Генеральною Асамблеєю ООН. Щоб бути обраною в Радбез, держава-кандидат повинна отримати щонайменше 2/3 всіх голосів за місце, що може приводити в глухий кут, якщо є два приблизно рівні за силою кандидати; у 1979 безвихідь між Кубою та Колумбією вирішено лише через три місяці та 154 раунди голосування, коли обидві держави забрали заявки на користь Мексики як компромісного кандидата.
Непостійні члени Ради Безпеки ООН обираються за географічним принципом, а саме:
- п'ять — від країн Африки і Азії;
- один — від країн Східної Європи;
- два — від країн Латинської Америки;
- два — від країн Західної Європи та інших країн.

Теперішніми обраними членами за регіональними групами, від яких їх обрали, є:
| Рік  | Африка | Африка       | Африка   | Азія           | Азія     | Латинська Америка та Карибський басейн | Латинська Америка та Карибський басейн | Західна Європа та інші | Західна Європа та інші | Східна Європа |
| ---- | ------ | ------------ | -------- | -------------- | -------- | -------------------------------------- | -------------------------------------- | ---------------------- | ---------------------- | ------------- |
| 2022 | Габон  | Гана         | Кенія    | ОАЕ            | Індія    | Бразилія                               | Мексика                                | Ірландія               | Норвегія               | Албанія       |
| 2023 | Габон  | Гана         | Мозамбік | ОАЕ            | Японія   | Бразилія                               | Еквадор                                | Мальта                 | Швейцарія              | Албанія       |
| 2024 | Алжир  | Сьєрра-Леоне | Мозамбік | Південна Корея | Японія   | Гаяна                                  | Еквадор                                | Мальта                 | Швейцарія              | Словенія      |
| 2025 | Алжир  | Сьєрра-Леоне | Сомалі   | Південна Корея | Пакистан | Гаяна                                  | Панама                                 | Данія                  | Греція                 | Словенія      |
| 2026 |        |              | Сомалі   |                | Пакистан |                                        | Панама                                 | Данія                  | Греція                 |               |

В історичній ретроспективі частіше інших непостійними членами ООН обирались:
- Японія — 24 роки як член РБ;
- Бразилія — 22;
- Аргентина — 18;
- Індія та  Пакистан — по 16;
- Колумбія — по 14;
- Італія — 13 (дворічний термін 2017—2018 років розділили між Італією та Нідерландами);
- Бельгія,  Канада,  Німеччина та  Панама — по 12.

Україна (включно і як УРСР) була непостійним членом 6 років: 1948—1949, 1984—1985, 2000—2001. 2015 року Україну ще раз обрали до складу Ради безпеки ООН на 2016—2017 роки.

## Президент
Роль президента Радбезу ООН полягає у визначенні порядку денного, голосуванні на засіданнях та представництві Ради Безпеки ООН в інших органах ООН та міжнародних організаціях. Президент має право робити президентські заяви та ноти, що використовуються як декларація про наміри, які потім вся Рада Безпеки може прийняти. Ротація президентства відбувається щомісяця в алфавітному порядку назв країн-членів Ради Безпеки ООН англійською мовою.

## Повноваження
Рада Безпеки уповноважена «розслідувати будь-який спір чи будь-яку ситуацію, яка може спричинити міжнародні зіткнення чи викликати спір або будь-яку іншу ситуацію, для визначення того, чи не може продовження цього спору чи ситуації загрожувати підтримці міжнародного миру і безпеки». РБ ООН «визначає існування будь-якої загрози миру, будь-якого порушення миру чи акту агресії і робить рекомендації чи вирішує які заходи слід застосувати для підтримки і відновлення міжнародного миру та безпеки». Рада має право застосовувати примусові заходи до держав, які порушують міжнародний мир і безпеку. Стаття 25 Статуту ООН говорить: «Члени Організації погоджуються, відповідно до цього Статуту, підкорятися рішенням Ради Безпеки і виконувати їх». Таким чином, рішення РБ є обов'язковими для всіх держав, оскільки членами ООН на сьогодні є майже всі загальновизнані держави Земної кулі (крім Ватикану). При цьому всі інші органи ООН можуть ухвалювати тільки рекомендаційні рішення.
На практиці діяльність РБ з підтримки миру та безпеки полягає у визначенні тих чи інших санкцій проти держав-порушників, включаючи:
- військові операції проти них;
- введення миротворчих формувань в зони конфлікту;
- організацію постконфліктного врегулювання;
- створення міжнародної адміністрації в зоні конфлікту.

### Миротворці Організації Об'єднаних Націй

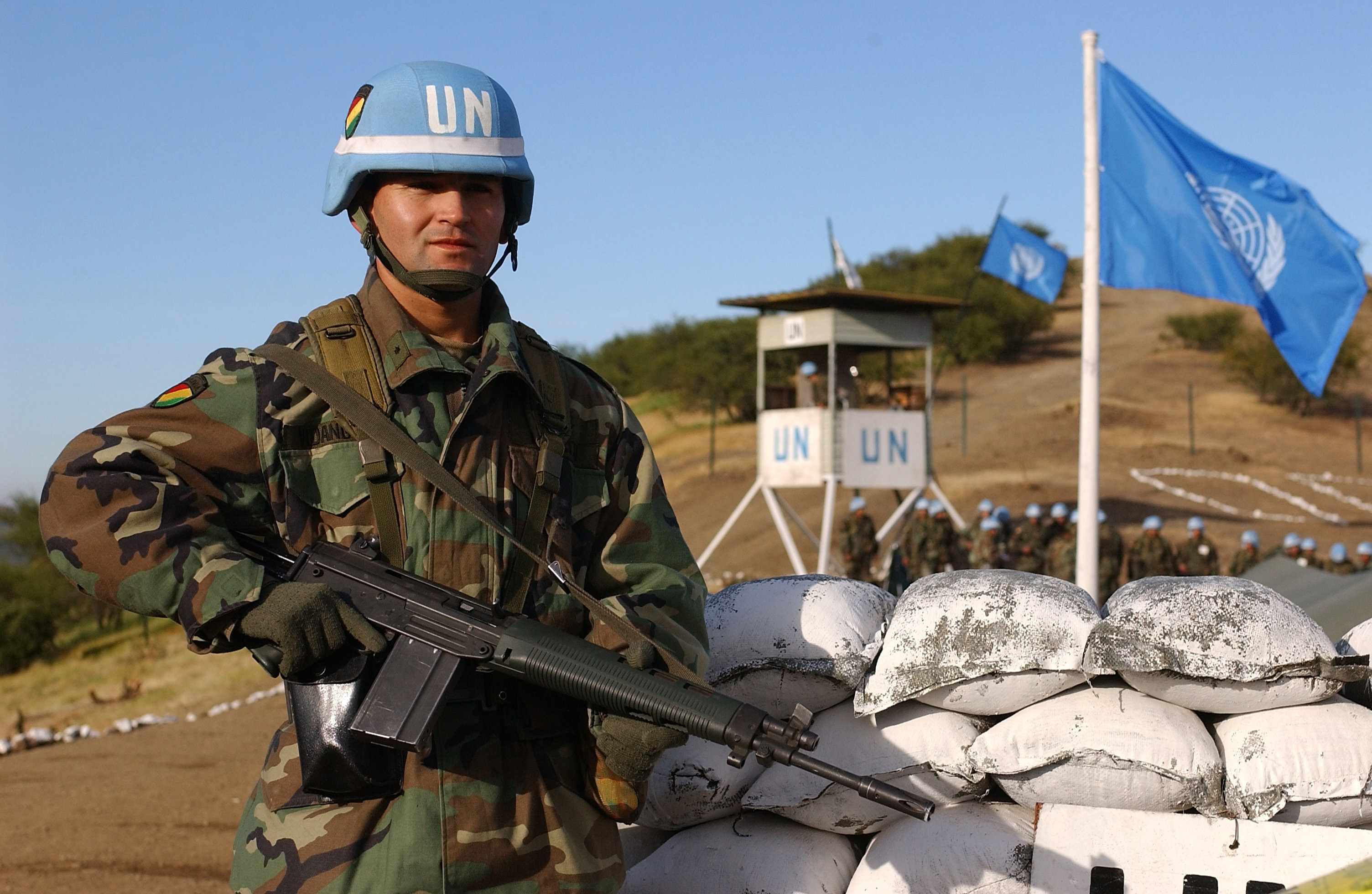
Болівійський миротворець у Чилі.

Після затвердження Радою Безпеки Організація Об'єднаних Націй може відправити миротворців у регіони, де збройний конфлікт недавно припинився або тимчасово зупинився, щоб забезпечити дотримання умов мирних угод і перешкоджати комбатантам поновити військові дії. Оскільки ООН не має власної армії, миротворчі сили добровільно надаються державами-членами ООН. Ці солдати іноді називаються «блакитними касками» через особливі каски на головах миротворців. Миротворчі сили ООН отримали Нобелівську премію миру 1988 р.
Бюджет з підтримання миру оцінюється окремо від основного бюджету організації ООН; в 2013—2014 фінансовому році миротворчі витрати склали $7,54 млрд. Миротворчі операції ООН фінансуються за рахунок внесків, використовуючи формулу, виведену з регулярної шкали фінансування, але включаючи зважену плату п'яти постійних членів Ради Безпеки. Також за додаткову плату пропонується компенсувати пільгові ціни для оцінки операцій з підтримання миру менш розвинених країн. 2013 р. у топ-10 спонсорів фінансових внесків для операцій Організації Об'єднаних Націй з підтримання миру були: США (28,38 %), Японія (10,83 %), Франція (7,22 %), Німеччина (7,14 %), Сполучене Королівство (6,68 %), Китай (6,64 %), Італія (4,45 %), Росія (3,15 %), Канада (2,98 %) та Іспанія (2,97 %).

## Ухвалення рішень
Кожен член Ради має один голос. Для ухвалення рішень з питань діяльності ООН потрібно дев'ять голосів, зокрема голоси всіх п'яти постійних членів Ради. Це і є так зване правило одностайності великих держав, або право вето. Всі п'ять постійних членів вдавалися в різні часи до права вето. Якщо постійний член не підтримує рішення, але не хоче блокувати його ухвалення, він не голосує проти, а утримується при голосуванні. Зазвичай рішення РБ ООН оформляються у вигляді резолюцій.

## Критика
При розгляді перших шістдесяти років існування Ради Безпеки британський історик Пол Кеннеді дійшов висновку, що «кричущі провали не тільки супроводжували багато досягнень ООН, вони затьмарили їх», виявили відсутність волі, наприклад, щоб запобігти етнічним чисткам у Боснії і Руанді.
ООН піддано критиці через те, що Росія залишається постійним членом Ради Безпеки, незважаючи на військове вторгнення в Україну.

## Рада Безпеки ООН та Україна
Україна була непостійним членом Ради Безпеки ООН у 1948–1949, 1984–1985, 2000–2001, 2016—2017 роках.